# طيران فلوريدا الرحلة 90
طيران فلوريدا الرحلة 90 هي رحلة طيران من واشنطن العاصمة إلي فورت لاودردال عبر تامبا في 13 يناير 1982 وكانت
تحمل علي متنها 74 راكبا و5 من أفراد الطاقم وكانت من طراز بوينغ 737-222 تابعة لطيران فلوريدا وقد قتل في الحادث
78 شخصا (من بينهم 4 على الأرض) ونجا 5 أشخاص وجرح 9 أشخاص (من بينهم 4 على الأرض) وقد تحطمت الطائرة في نهر بوتوماك في واشنطن العاصمة في الولايات المتحدة